# Alberto Coto García
Alberto Coto García (nacido el 20 de mayo de 1970, Lada, Langreo, Asturias) es un reconocido calculista mental y considerado uno de los más grandes de la historia, y el que más títulos ostenta actualmente.
Asesor laboral, fiscal y contable de profesión, ha demostrado sus habilidades y ha aparecido en numerosos programas e informativos de televisión. En los últimos años ha llevado a cabo demostraciones y conferencias.

## Inicios
Con seis años ya demostraba capacidad para el cálculo contando los puntos al final de las partidas de cartas. Con el paso de los años, y gracias a una enorme inquietud por el cálculo y por el fortalecimiento del cerebro, fue desarrollando su capacidad, llegando a convertirse en la persona más rápida del mundo haciendo cálculos mentales, certificado por sus diversos  títulos de campeón del mundo.

«El principal desarrollo que tuve fue de pequeño, jugando a la baraja  con mi padre y hermanos. Al final de la partida, contaba los puntos rápido y ya se veía que eso de sumar y de hacer cálculo mental me divertía, además que me daba ventaja a la hora de tomar decisiones. A través del juego ves las matemáticas de una forma divertida y como algo bonito».

## Sus primeros pasos como calculista
En 1998 participó en el popular concurso de Televisión Española "¿Qué apostamos?" con el desafío de convertir diez momentos del día (horas, minutos y segundos) a segundos de forma instantánea. Su éxito al superar la prueba, con nueve aciertos sobre diez, le valió el primer puesto en dicha edición del programa. Semanas más tarde volvería al plató para recordar su hazaña durante un especial de Navidad.
En 1999 participó en el programa de Antena 3 Televisión "Ver para creer", donde consiguió su primer récord Guinness sumando 100 dígitos en 21.90 segundos. Un mes más tarde, rebajaría dicha marca a los 19.23 segundos en el Centro Comercial Valle Real (Cantabria). Su mejor marca hasta la fecha en esta prueba, 17.04 segundos, la obtuvo en 2012 en el Club Siglo XXI, Mérida-Yucatán.
Durante los siguientes años participó en numerosos programas de televisión, entre ellos el popular "crónicas marcianas".
En 2002 tradujo los premios del sorteo de la Lotería de Navidad de  euros a pesetas (primer sorteo en euros).
En 2007 fue invitado al programa Cuarto Milenio, presentado por Íker Jiménez, durante el cual hizo una demostración de sus habilidades.
En 2001 estableció récord Guinness en Flensburg (Alemania) en la categoría de multiplicación, dentro del evento Guinness llamado "Genius and Gladiatorem", en el cual logró multiplicar dos números de ocho cifras en 47.66 segundos. Alberto ha batido varias veces su récord personal en esta categoría, estando actualmente en 27.8 segundos.

## Últimos reconocimientos
- En febrero de 2020 se inauguró, tras masiva recogida de firmas por parte de los vecinos, la CALLE ALBERTO COTO GARCÍA, la misma en la que nació. Se aprobó por unanimidad en el Pleno del Ayuntamiento, teniéndose en cuenta sus logros como calculista y, además, su labor social y en beneficio de la educación.
- El 5 de  diciembre de 2022 recibió en México el Título de DOCTOR HONORIS CAUSA por la Universidad de Cuautitlán Izcalli, y con el refrendo de una decena de instituciones educativas y profesionales.

## Faceta divulgativa
Alberto Coto ha dado miles de conferencias para alumnos de educación primaria, secundaria y universitaria. También ha dado numerosas ponencias para el mundo empresarial.
Algunos de los títulos de sus conferencias son:
- "La magia de los números"
- "Desarrollo de las inteligencias múltiples"
- "Los códigos secretos" (Historia de la criptología)
- "La mente de un calculista"
- "Cómo llegar a ser campeón del mundo en cálculo mental"
- "Potencia tu mente y PNL"
- "Matemáticas para opositores"

En las conferencias y talleres expone sus métodos y técnicas, buscando siempre motivar al público en cuanto a los números y a las matemáticas se refiere.

## Campaña Prevención ludopatía
Alberto Coto es experto en juegos de azar, no en vano aprendió y potenció su capacidad de cálculo con los juegos de cartas, basándose en el cálculo de las probabilidades que tenemos de ganar en cada uno de ellos. Por este motivo, desde el año 2019 es imagen de una campaña de prevención de la ludopatía en su Asturias natal. Dicha campaña, está dirigida a los jóvenes y adolescentes, y es  promovida por la Consejería de Juventud del Principado de Asturias.

## Libros publicados
Algunos de ellos se convirtieron en un superventas en España y América Latina.
- La aventura del cálculo (2003).
- Entrenamiento Mental (2006). Madrid: Editorial EDAF ISBN 978-84-414-1876-9.
- Fortalece tu mente (2007). Madrid: Editorial EDAF ISBN 978-84-414-2007-6.
- Ayuda a tu hijo a entrenar su inteligencia (2009). Madrid: Editorial EDAF ISBN 978-84-414-2099-1.
- Tu mente en forma (2009). Madrid: Editorial EDAF.
- La aventura del cálculo (2010). Madrid: Editorial EDAF.
- Matemáticas, trucos y estrategias para ejercitar la mente (2010). México: ST Editorial ISBN 978-607-508-007-9.
- La magia de los número (2010).
- Desarrolla tu agilidad mental (2011).
- Matemagia: La magia matemática que te rodea. Madrid: Oberón Práctico (Grupo Anaya)(2012).
- Multiplica tus inteligencias (2013)
- Doctórate en psicotécnicos (2014)

## Campeón mundial y récords
En los 4 torneos mundiales de cálculo mental que se han celebrado hasta la fecha, Alberto Coto ha conseguido 9 medallas de oro, 2 de plata y 3 de bronce, siendo el calculista mental con más títulos:
- Medalla de oro en Suma: Annaberg 2004.
- Medalla de oro en Multiplicación: Annaberg 2004.
- Medalla de bronce en prueba combinada: Annaberg 2004.
- Medalla de oro en Multiplicación: Giessen 2006.
- Medalla de oro en Suma: Leipzig 2008.
- Medalla de oro en Multiplicación: Leipzig 2008.
- Medalla de oro en prueba combinada: Leipzig 2008.
- Medalla de oro en Suma (Olimpiada Deporte Mental, Estambul 2008).
- Medalla de oro en Raíces Cuadradas (Olimpiada Deporte Mental, Estambul 2008).
- Medalla de plata en Multiplicaciones (Olimpiada Deporte Mental, Estambul 2008).
- Medalla de oro en Suma: Magdeburg 2010.
- Medalla de plata en Raíces Cuadradas: Magdeburg 2010.
- Medalla de bronce en Multiplicación: Magdeburg 2010.
- Medalla de bronce en prueba Combinada: Magdeburg 2010.

Actualmente homologado el siguiente récord:
- Suma de 100 dígitos simples en 17,04 segundos (récord Guinness)

Este récord implica una velocidad de unas 6 operaciones mentales por segundo.
| Anterior: 2004-2006 Robert Fountain | Campeón del mundo de cálculo mental 2008 | Siguiente: 2010 Priyanshi Somani |